# Pittsburg/Bay Point (BART)
Pittsburg/Bay Point es la estación terminal de la línea Pittsburg/Bay Point–SFO/Millbrae del BART. Se encuentra localizada en el 1700 de West Leland Road, en Pittsburg (California). Fue inaugurada el 7 de diciembre de 1996. El Distrito de Transporte Rápido del Área de la Bahía es el encargado de su mantenimiento y administración.

## Descripción
La estación de Pittsburg/Bay Point cuenta con una plataforma central y dos vías, así como con 1992 plazas de aparcamiento.

## Conexiones
La estación está conectada con las siguientes líneas de autobuses: 
- Tri Delta Transit: 
  - 200 (lunes a viernes solamente)
  - 201 (lunes a viernes solamente, servicio local a Bay Point y Express Service a Concord BART)
  - 300 (lunes a viernes solamente, autobús directo a Hillcrest Park y Ride Lot en Antioch, Oakley y Brentwood)
  - 380 (lunes a viernes solamente)
  - 387 (lunes a viernes solamente)
  - 388 (lunes a viernes solamente)
  - 389 (lunes a viernes solamente)
  - 390 (lunes a viernes solamente)
  - 391 (lunes a viernes solamente)
  - 392 (fines de semana y días festivos solamente)
  - 393 (fines de semana y días festivos solamente)
  - 394 (fines de semana y días festivos solamente)

- Rio Vista Delta Breeze:
  - 52 (todos los días)